# Максим Гоналон
Макси́м Гонало́н (фр. Maxime Gonalons, нар. 10 березня 1989, Венісьє) — французький футболіст, півзахисник клубу «Гранада» та, в минулому, національної збірної Франції.

## Клубна кар'єра
Вихованець футбольної школи клубу «Олімпік» (Ліон). Дорослу футбольну кар'єру розпочав 2009 року в основній команді того ж клубу. Швидко став основним півзахисником команди. Протягом восьми сезонів провів у ліонській команді 334 матчі в усіх турнірах.
30 червня 2017 року перейшов за п'ять мільйонів євро до італійської «Роми». В Італії гравцю не вдалося стати гравцем основного складу і за рік він перебрався до Іспанії, де його орендувала «Севілья». А ще за рік, також на орендних умовах, новим клубом Гоналона стала «Гранада».

## Виступи за збірні
2007 року дебютував у складі юнацької збірної Франції, взяв участь у 7 іграх на юнацькому рівні.
Протягом 2009—2010 років залучався до складу молодіжної збірної Франції. На молодіжному рівні зіграв у 6 офіційних матчах.
2011 року дебютував в офіційних матчах у складі національної збірної Франції. Протягом двох років провів у формі головної команди країни 6 матчів, а згодом, після трирічної перерви, у 2015 році провів свою сьому і останню гру за збірну.
| Дата       | Місто    | Господарі | Результат | Гості   | Турнір            | Голи | Примітки |
| ---------- | -------- | --------- | --------- | ------- | ----------------- | ---- | -------- |
| 11-11-2011 | Сен-Дені | Франція   | 1 – 0     | США     | товариський матч  | -    | 60'      |
| 15-11-2011 | Сен-Дені | Франція   | 0 – 0     | Бельгія | товариський матч  | -    | 42'      |
| 15-8-2012  | Гавр     | Франція   | 0 – 0     | Уругвай | товариський матч  | -    |          |
| 12-10-2012 | Сен-Дені | Франція   | 0 – 1     | Японія  | товариський матч  | -    | 68'      |
| 16-10-2012 | Мадрид   | Іспанія   | 1 – 1     | Франція | Відбір до ЧС 2014 | -    | 47' 57'  |
| 14-11-2012 | Парма    | Італія    | 1 – 2     | Франція | товариський матч  | -    | 84'      |
| 13-6-2015  | Ельбасан | Албанія   | 1 – 0     | Франція | товариський матч  | -    | 59'      |
| Усього     |          | Матчів    | 7         |         | Голів             | 0    |          |

## Титули і досягнення
- Володар Суперкубка Франції (1):

«Ліон»: 2012
- Володар Кубка Франції (1):

«Ліон»: 2011-12